# Rita Grande

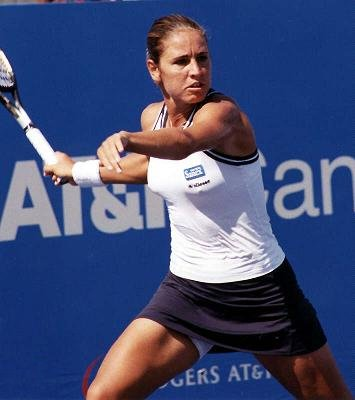
Rita Grande

Rita Grande, född 23 mars 1975 i Neapel, Italien, är en italiensk högerhänt tidigare professionell tennisspelare.

## Tenniskarriären
Rita Grande blev professionell WTA-spelare 1990 och avslutade sin karriär 2005. Hon vann 3 singel- och 5 dubbeltitlar på touren samt 1 ITF-singeltitel och tre ITF-dubbeltitlar. Hon rankades som bäst i singel som nummer 24 (november 2001) och som nummer 26 i dubbel (maj 2001).
Som singelspelare nådde Grande fjärde omgången minst en gång i alla fyra Grand Slam-turneringar. Hennes bästa säsong var 2001 då hon nådde sina högsta rankingplaceringar i både singel och dubbel. Hon vann den säsongen 2 singeltitlar och en dubbeltitel. Under karriären besegrade hon spelare som Lisa Raymond, Mary Pierce och Magdalena Maleeva i olika WTA-turneringar.
Grande deltog i det italienska Fed Cup-laget 1994, 1996, 1998-2000, 2002-2003. Hon spelade totalt 19 matcher och vann 6 av dem, däribland singelsegrar över spelare som spanjorskan Virginia Ruano Pascual och svenskan Åsa Svensson. Hon deltog i olympiska sommarspelen 1996 och 2000.

## Spelaren och personen
Rita Grande tränades av sin bror, en professionell tennistränare vid namn Vincenzo Grande.
Beundrar framlidna Moder Theresa. 

## WTA-titlar
- Singel
  - 2003 - Casablanca
  - 2001 - Hobart, Bratislava
- Dubbel
  - 2002 - Hobart (med Tathiana Garbin)
  - 2001 - Auckland (med Alexandra Fusai)
  - 2000 - Hobart (med Emelie Loit), Palermo (med Silvia Farina Elia)
  - 1999 - Hertogenbosch (med Silvia Farina Elia)